# بوی شرجی
 بوی شرجی نام یک آلبوم موسیقی اثر ناصر عبداللهی، هنرمند ایرانی است که در سبک پاپ تهیه شده و دارای ۱۰ آهنگ است.

## فهرست آهنگ‌ها
| ردیف | آهنگ         |
| ۱    | نازتکه       |
| ۲    | تو رفتی      |
| ۳    | زلف رها      |
| ۴    | بهانه        |
| ۵    | بوی شرجی     |
| ۶    | (قصه (محلی   |
| ۷    | اشک طوفان زا |
| ۸    | نقش جهان     |
| ۹    | احمد         |
| ۱۰   | بی کلام      |